# Eosentomon thibaudi
Eosentomon thibaudi – gatunek pierwogonka z rzędu Eosentomata i rodziny Eosentomidae.

## Taksonomia
Gatunek opisany został w 1978 przez Josefa Noska na podstawie okazu odłowionego na terenie masywu Ankaratra. Nazwa gatunkowa została nadana na cześć Jean-Marca Thibauda.

## Występowanie
Gatunek ten jest endemitem Madagaskaru, gdzie znany jest ze środkowej części wyspy.